# St. Bartholomäus (Belgern)

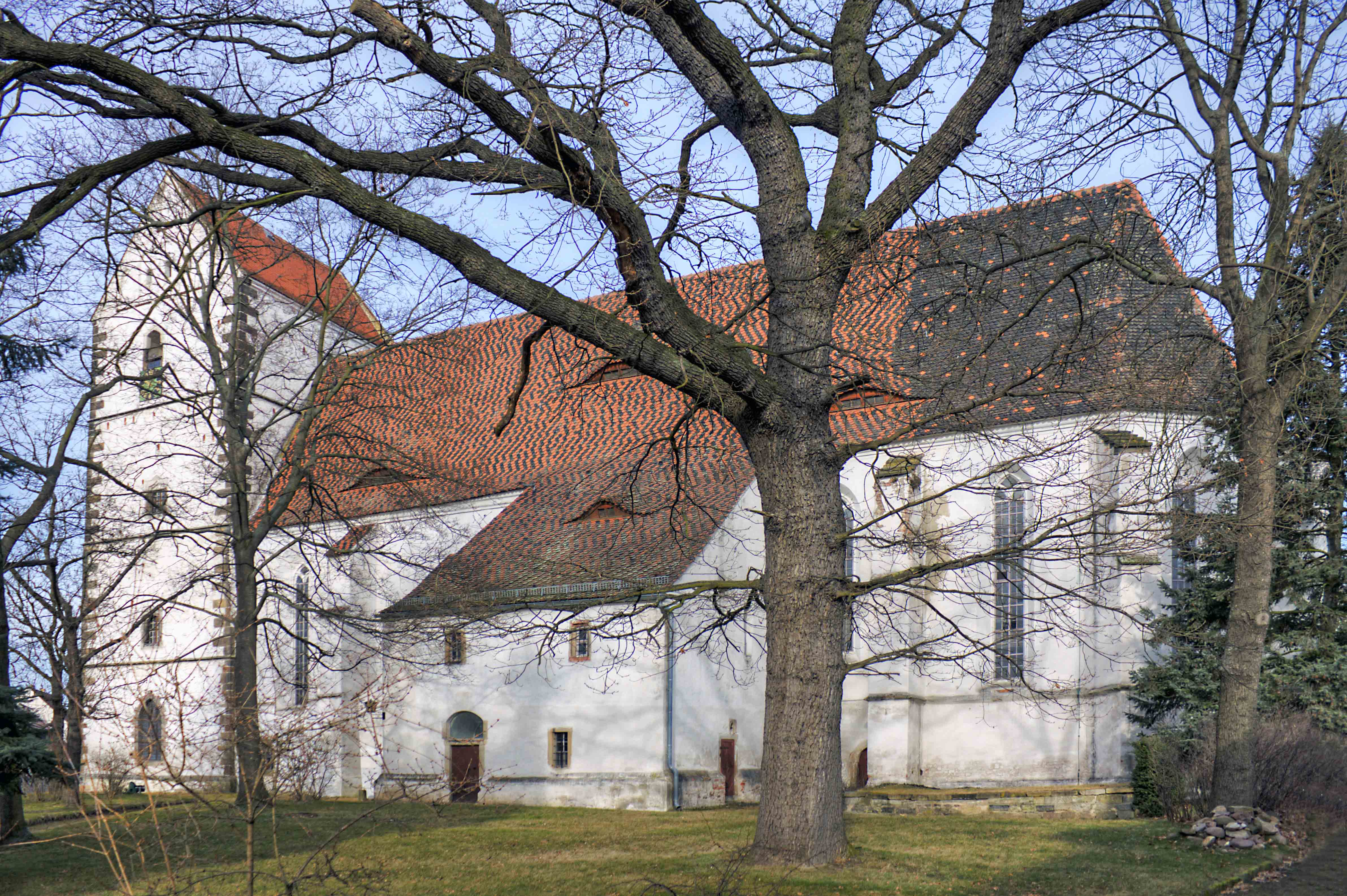
St. Bartholomäus (Belgern)

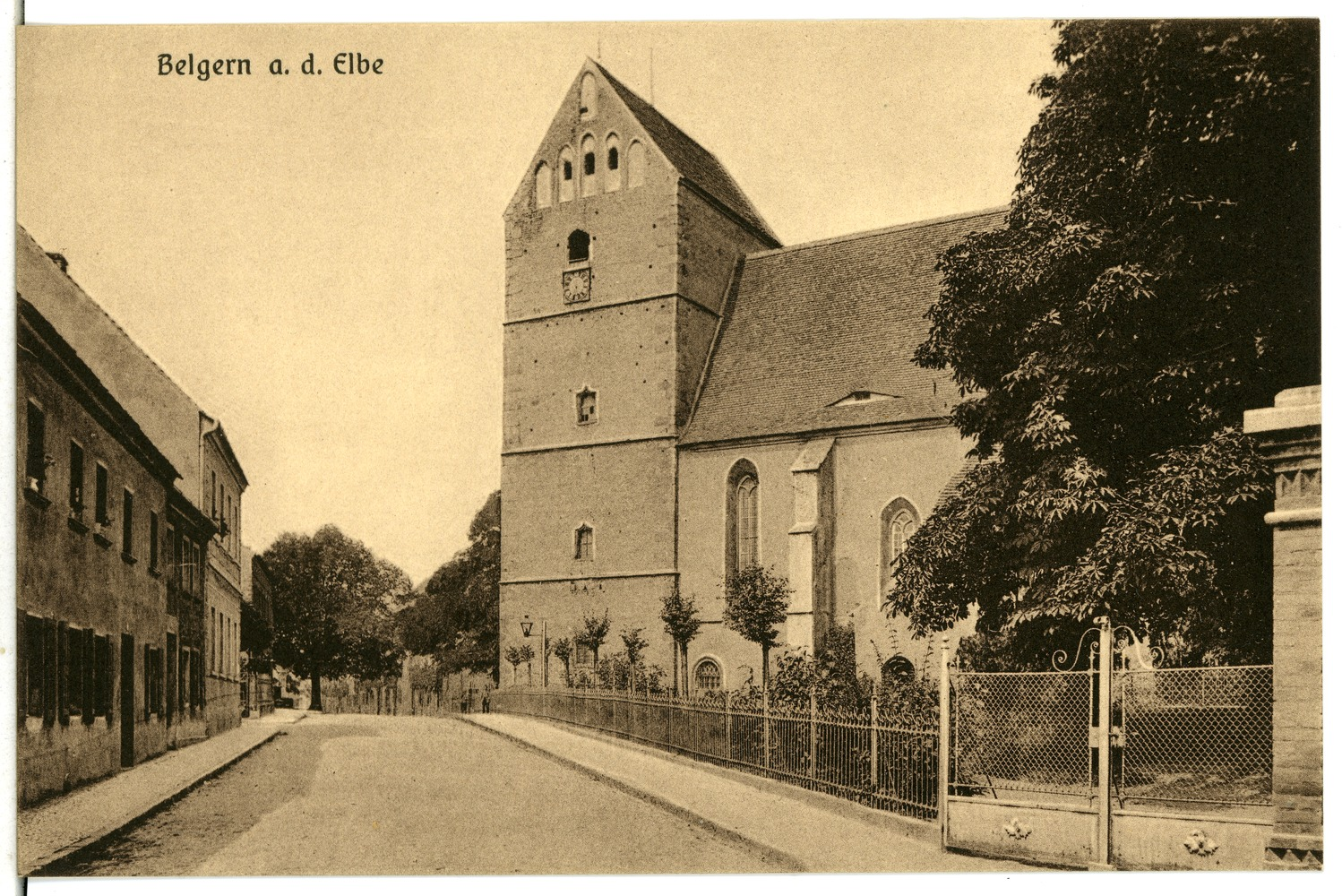
Die Kirche 1906

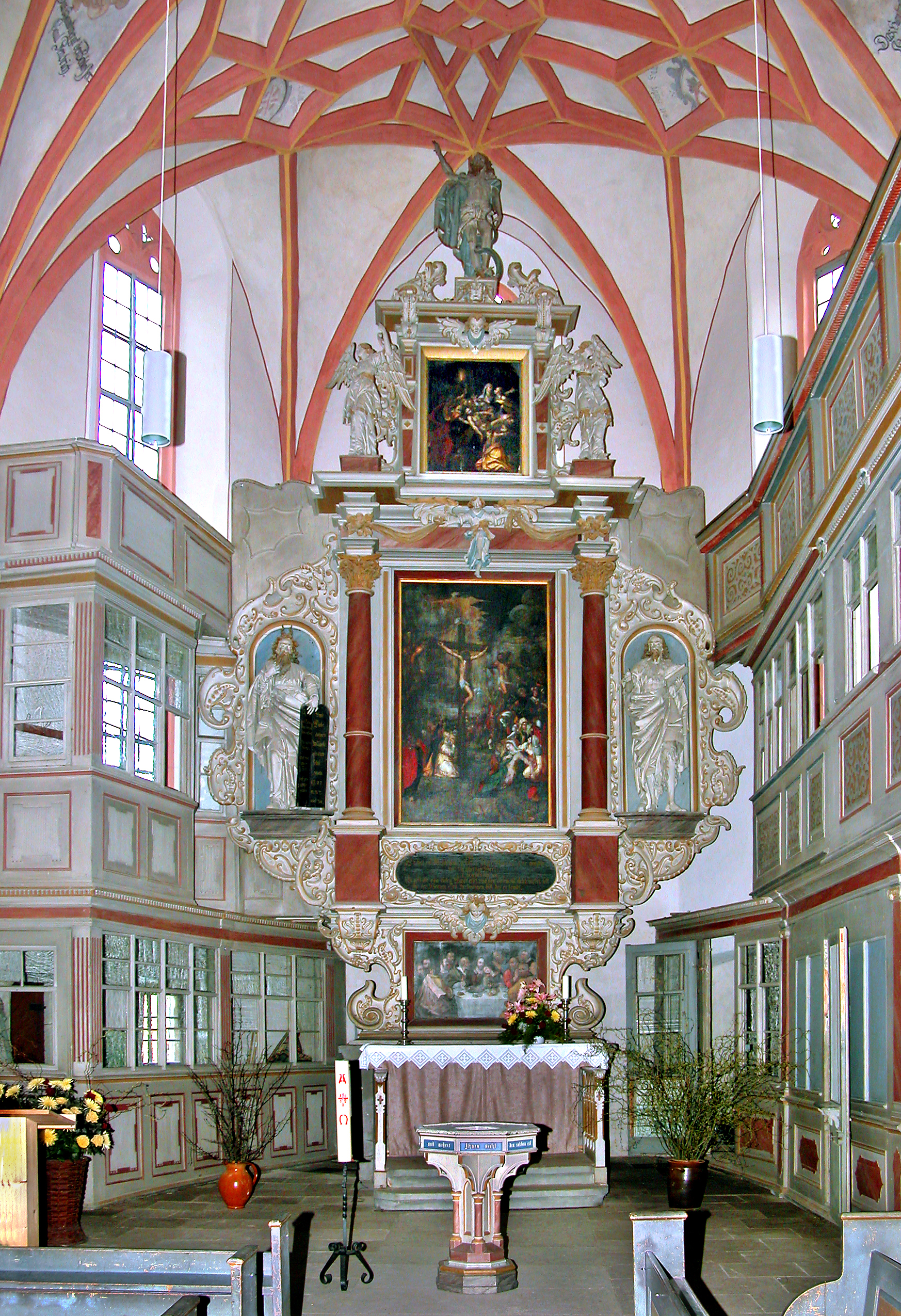
Altar

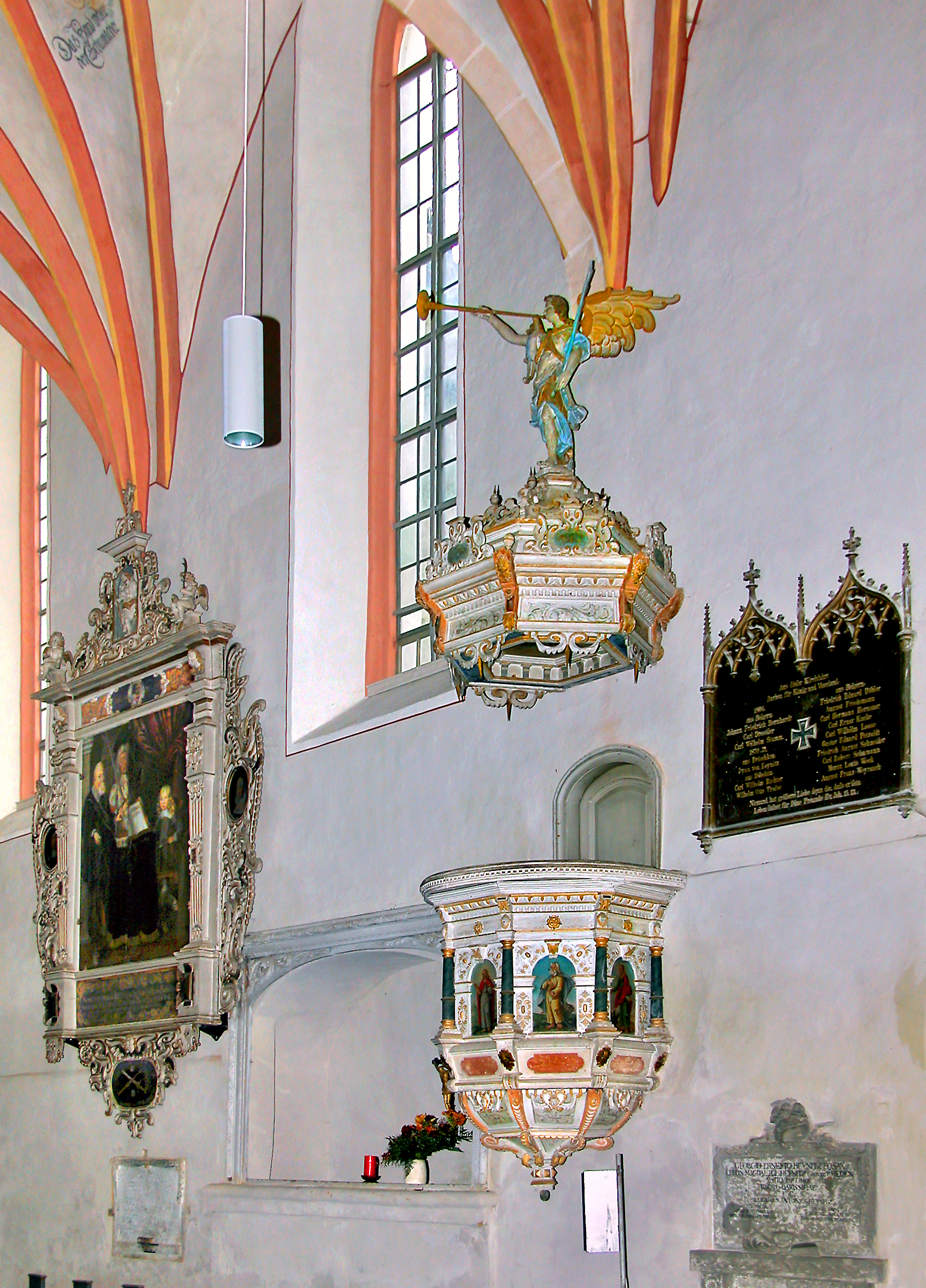
Kanzel

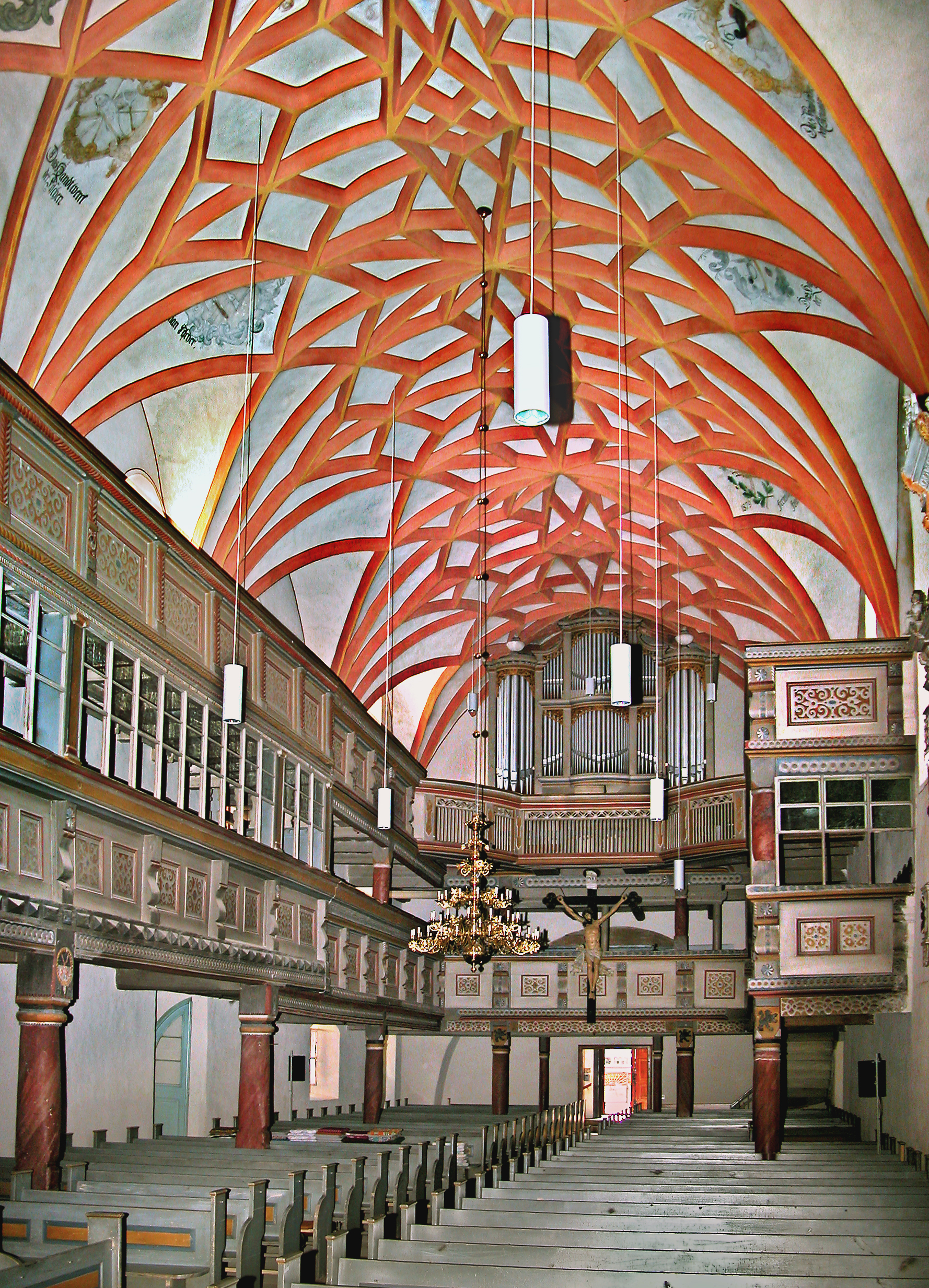
Innenansicht nach Westen

Die evangelische Kirche St. Bartholomäus ist eine spätgotische Kirche im Ortsteil Belgern der Stadt Belgern-Schildau im Landkreis Nordsachsen. Sie gehört zur Kirchengemeinde Belgern im Kirchenkreis Torgau-Delitzsch der Evangelischen Kirche in Mitteldeutschland und dominiert mit ihrem Turm die gut erhaltene Stadtansicht.

## Geschichte und Architektur
Die stattliche langgestreckte Saalkirche wurde erstmals 1267 erwähnt und ab 1330 dem Kloster Buch (Leisnig) inkorporiert. Der heutige Bau ist ein Neubau aus den Jahren 1509–1512 und wurde in den Jahren um 1620 und 1637–47 erneuert. Eine Restaurierung des Turms wurde 1993 vorgenommen.
Die Kirche ist ein verputzter Backsteinbau mit Fünfachtelschluss und Strebepfeilern. Der mächtige, im Kern ältere Westturm in Schiffsbreite wurde in Bruchstein errichtet, sein oberer Teil seit 1647 in Backstein erneuert und mit einem Satteldach mit Blendengiebeln abgeschlossen. In den oberen Turmgeschossen sind Vorhangbogenfenster eingebaut. Die große Spitzbogenöffnung im Westen stammt von 1922. Im Westportal ist eine wohlgestaltete Tür mit Engelsreliefs aus der Zeit um 1830 eingebaut. Die schlanken Spitzbogenfenster des Kirchenschiffs zeigen schlichtes Maßwerk, im Bereich des Chores mit Fischblasenmotiven. An der Südseite sind die Sakristei und die Vorhalle angebaut.
Im Innern ist der hohe Raum durch die reich bemalte Ausstattung des 17. Jahrhunderts geprägt. Ein spätgotisches Tonnengewölbe mit Stichkappen und aufgelegtem, dichtem Rippennetz in sechs Jochen schließt den Raum ab. Es zeigt in der Mitte ein gemaltes Brustbild des heiligen Bartholomäus und in den Gewölbekappen gemalte Innungswappen in Kartuschen mit der Datierung 1634. Die weite Spitzbogenöffnung vom Turmuntergeschoss zum Saal ist heute vermauert. Die zweigeschossigen, reich bemalten Emporen lassen nur einen Teil der Nordseite frei und sind im Süden als Logen verglast. Sie wurden teils später verändert und zeigen einen Schwellbalken mit Schiffskehlen und Pfosten mit Kerbschnitzereien; einige der Säulenkapitelle sind mit geschnitzten Wappen versehen. Die Verzierungen sind farbig abgesetzt und die Brüstungsfelder mit Beschlagwerksornamentik versehen.
Die zweigeschossige Sakristei ist mit Kreuzgratgewölben abgeschlossen und mit zwei Spitzbogenportalen im Obergeschoss versehen; in der Vorhalle im Erdgeschoss ist ein spitzbogiges Stabwerksportal eingesetzt.

## Ausstattung
Hauptstück der Ausstattung ist ein großangelegter dreigeschossiger Altaraufbau von 1660, der Andreas Schultze aus Calau zugeschrieben wird. Er zeigt in der Predella ein Gemälde mit der Darstellung des Abendmahls und in der Mitteltafel ein Gemälde der Kreuzigung, das von korinthischen Säulen und ausladenden Knorpelwerkornamenten mit den Figuren von Moses und Johannes des Täufers gerahmt wird. Über dem gekröpften Gebälk findet sich eine von Engeln flankierte Darstellung der Grablegung und als Abschluss eine Figur des auferstandenen Christus.
Die reich verzierte Kanzel aus dem Jahr 1655 wird ebenfalls Andreas Schultze zugeschrieben. Sie zeigt am Korb zwischen eingestellten Säulen gemalte Darstellungen der Evangelisten und auf dem Schalldeckel einen Posaunenengel. Die neugotische Taufe ist ein Werk aus dem Jahr 1912. Ein wohlgestaltetes bemaltes Kruzifix aus dem 17. Jahrhundert ist an der Westempore angebracht. Aus dem gleichen Zeitraum stammt das Gestühl auf der Westempore mit Sitztrennung.
Eine gemalte Stiftungstafel der Familie Kaulisch von 1658 zeigt in einer reichgeschnitzten Rahmung aus Schweifwerk eine zweiflügelige Tafel mit den Bildnissen Johann Georgs I., Johann Georgs II. und Georgs III. als Kind und seitlich Bildnismedaillons der Stifter Christian Kaulisch und seiner Frau. Die Tafel wird bekrönt von einer kleinen Figur des auferstandenen Christus und enthält eine ausführliche Inschrift auf den Innenseiten. An der Südwand ist eine Wappentafel in achteckiger Schweifwerkrahmung mit Darstellung von Sanduhr und Totenkopf aus dem 17. Jahrhundert angebracht. An der Nordwand ist eine korbbogige Nische mit einer Zierrahmung aus Stuck aus dem 18. Jahrhundert zu finden, die eine Gedenktafel des Friedrich Anton von Heynitz enthält. Ebenfalls auf der Nordseite ist ein farbig gefasster Wappengrabstein des Ch. St. von Holtzendorff († 1663) zu finden. Im Turmuntergeschoss sind ein verwitterter figürlicher Grabstein eines Belgerner Bürgermeisters († 1599), ein weiterer figürlicher Grabstein aus der gleichen Zeit und vier barocke Inschriftgrabsteine aus dem 18. Jahrhundert erhalten.
Die Orgel ist ein Werk von Johann Gottlob Mende aus dem Jahr 1844 mit 24 Registern auf zwei Manualen und Pedal. Außen an der Kirche sind drei barocke figürliche Grabsteine angebracht.